# The Oregonian (film)
Pour les articles homonymes, voir The Oregonian.
 (février 2014).
Si vous disposez d'ouvrages ou d'articles de référence ou si vous connaissez des sites web de qualité traitant du thème abordé ici, merci de compléter l'article en donnant les références utiles à sa vérifiabilité et en les liant à la section « Notes et références ».
Pour plus de détails, voir Fiche technique et Distribution.
The Oregonian est un film d'horreur américain réalisé par Calvin Reeder, sorti en 2011. 

## Synopsis

### Fiche technique
- Titre : The Oregonian
- Réalisation : Calvin Reeder
- Scénario : Calvin Reeder
- Producteurs : Christian Palmer, Roger M. Mayer, Christo Dimassis, Wen Marcoux, Ryan Adams, Scott Honea, Joey Marcoux
- Production exécutive : Steven Schardt, Elana Krausz
- Production : XYZ Films[1]
- Distribué par : Tanzi Distribution
- Directeur de la photographie : Ryan Adams
- Musique : Calvin Reeder, Jed Maheu, Scott Honea
- Costumier : Brady Hall
- Chef maquilleur : Sherril Johnson
- Montage : Buzz Pierce
- Pays d'origine :  États-Unis
- Langue : Anglais
- Budget de production (estimation) :
- Genre : Horreur et thriller
- Format : 16 mm[2]
- Nombre d'entrées en France :
- Recettes mondiales :
- Durée : 81 minutes[3]
- Dates de sortie
  - États-Unis : 2011
  - France : 19 septembre 2012[4]
- Film interdit aux moins de 12 ans

### Distribution
- Lindsay Pulsipher : L'Oreganian
- Robert Longstreet : Herb
- Matt Olsen : L'inconnu blond
- Lynne Compton : L'inconnu en rouge
- Roger M. Mayer : « Omelette Man »
- Barlow Jacobs : Bud
- Chadwick Brown : Ronnie
- Jed Maheu : Murph
- Tipper Newton : Julie
- Zumi Rosow : Carlotta
- Scott Honea : James
- Christian Palmer : Le beau gosse mort
- Christo Dimassis : L'ami de Bud
- Mandy M. Bailey : Un inconnu
- Meredith Binder : Un inconnu
- Sharon Delong : Un inconnu
- Sherry Reynolds : Un inconnu
- Michael Adams : L'enfant mort
- Rick Jensen : La voix à la radio

### Autour du film
- Reconnu pour ses courts métrages expérimentaux, Calvin Reeder se lance dans la réalisation de son premier long métrage avec The Oregonian.
- Tout a commencé avec un rêve de Calvin Reeder. Le réalisateur a été tellement impressionné par ce qu'il a vécu pendant son sommeil qu'il s'est mis à écrire le scénario de son film dès le lendemain : "J'ai fait un rêve où j’étais dans un bois, sous la pluie et j’en riais. Alors que l’eau qui s’infiltrait à travers les trous de mes vêtements sortait par ceux de mon nez, je me suis aperçu que c’était la meilleure chose qui ne m’était jamais arrivée. Une émotion enivrante qui n’arrive que dans les rêves (...) Pour la bonne marche de The Oregonian, j’ai principalement laissé parler mon subconscient", dit-il[réf. nécessaire].
- En parlant de la naissance de ce nouveau film, Calvin Reeder a expliqué[Où ?] que The Oregonian pourrait être une suite qui s'ajouterait à tous ses autres travaux, puisqu'il a toujours été inspiré par les mêmes idées abstraites : "Je pense que mes films ont les mêmes thèmes et préoccupations. Parfois, j'ai l’impression de réaliser toujours le même film et The Oregonian en est simplement un nouveau chapitre. J'ignore quand j’en aurai terminé", confie-t-il[réf. nécessaire].
- Le tournage du film a essentiellement eu lieu dans des espaces en plein air, ce qui n'a pas été facile tous les jours. Toutefois, en s'adaptant aux surprises de la météo, le réalisateur a estimé que ces difficultés avaient participé positivement au film : "Après chaque jour de tournage, nous avions toujours les plans nécessaires, et bien que la météo n'ait pas été clémente, cela n’a fait que rehausser l’histoire déjà écrite", affirme Calvin Reeder[réf. nécessaire].
- Après avoir été primé pour son film William Never Married, Christian Palmer se tourne pour la première fois vers la production en participant au projet The Oregonian.
- En 2011, The Oregonian a remporté le Grand prix du Luff[réf. nécessaire] et a été présenté au Festival de Sundance ainsi qu'à L'Étrange Festival Paris[4].